# Рассыпная (приток Егорлыка)
Рассыпная (в верхнем течении Меклета) — река в России, протекает по Ростовской области и Краснодарскому краю. Длина реки — 73 км, площадь водосборного бассейна — 1210 км².
Начинается в хуторе Меклета. В верховьях направляется на восток и северо-восток, затем меняет направление течения на северо-западное. У села Белая Глина поворачивает на восток. В дальнейшем протекает через Рассыпное. Устье реки находится в 130 км от устья Егорлыка по левому берегу у села Жуковское. На большей части своего течения река представляет собой каскад прудов.
Основной приток — Рассыпная (лв, в 40 км от устья у с. Белая Глина).

## Данные водного реестра
По данным государственного водного реестра России относится к Донскому бассейновому округу, водохозяйственный участок реки — Егорлык от Новотроицкого гидроузла и до устья, речной подбассейн реки — бассейн притоков Дона ниже впадения Северского Донца. Речной бассейн реки — Дон (российская часть бассейна).
Код низовий — 05010500612107000017130 (общий с безымянной балкой в селе Кулешовка), код верховий — 05010500612107000017147.

## Комментарий
1. ↑  ПО ГВР истоком реки считается безымянная балка у с. Кулешовка, а верховья реки отнесены к р. Большая Меклета длиной 15 км и впадающей на 58 км